# Hans Brune
Hans Brune (eigentlich: Johannes Heinrich Hermann Brune) (* 11. Juni 1889 in Georgsmarienhütte; † 7. März 1977 in Idar-Oberstein) war ein deutscher Politiker (SPD).

## Leben und Beruf
Hans Brune besuchte die Volksschule, die Mittelschule und das Gymnasium. Danach machte er eine kaufmännische Lehre und wurde Sekretär in einem Anwaltsbüro. Von 1908 bis 1910 studierte er Medizin, brach das Studium jedoch ohne Abschluss ab. Er war Hörer von Universitätsvorlesungen über Volkswirtschaft und Arbeitsrecht. Er wurde Bankangestellter in Berlin und von 1924 bis 1933 Geschäftsführer und Bundesdirektor beim Reichsbund der Wasserstraßen-Gesellschaft. Ab 1935 war er Heilpraktiker.

## Politik
Hans Brune trat zum 1. Mai 1933 der NSDAP bei (Mitgliedsnummer 2.641.035). Nach dem Krieg wurde er Mitglied der SPD.
1945 wurde er Mitglied des Stadtrats Idar-Oberstein und des Kreistags Birkenfeld. Von 1945 bis 1952 war er ehrenamtlicher Beigeordneter in Idar-Oberstein. Er war Mitglied des Landesgesundheitsrats. Dem Rheinland-Pfälzischen Landtag gehörte er von 1951 bis 1957 an. Im Landtag war er Mitglied im Ausschuss für Sozialpolitik und Fragen der Vertriebenen und im Wirtschafts- und Wiederaufbauausschuss.